# Avtar Krishna Dar
Avtar Krishna Dar fue un diplomático, indio.
- Fue empleado en Washington, D C, San Francisco, Berna, El Cairo, Pekín, Damasco.
- En 1957 fue Jefe Controlador de Importaciones y Exportaciones en el Ministerio de Comercio e Industria.
- De 1957 a 1959 fue empleado en Singapur.
- En 1959 fue secretario de embajada de primera clase en Daca entonces Pakistán Oriental
- De 1965 a 1968 fue Secretario Adjunto del Ministerio de Asuntos Exteriores en Nueva Delhi.
- De 1968 a 1972 fue embajador en Beirut Líbano con coacredición en Amán(Jordania)  y Alto Comisionado en Nicosia (Chipre).
- De 1973 a 1975 fue Alto Comisionado en Kuala Lumpur.
- De junio de 1975 a diciembre de 1976 fue embajador en Estocolmo.